# Auzouville-l'Esneval
Auzouville-l’Esneval là một xã thuộc tỉnh Seine-Maritime trong vùng Normandie miền bắc nước Pháp.

## Huy hiệu
| Arms of Auzouville-l’Esneval | The arms of Auzouville-l’Esneval are blazoned: Per bend sinister 1: paly Or and azure, a chief gules; 2: Vert, a 'foi' argent.' (a 'foi' is two hands fesswise clasped in friendship. |

## Dân số
| Năm | 1962 | 1968 | 1975 | 1982 | 1990 | 1999 | 2006 |
| --- | ---- | ---- | ---- | ---- | ---- | ---- | ---- |
| Dân số | 155  | 190  | 183  | 260  | 298  | 354  | 337  |
| From the year 1962 on: No double counting—residents of multiple communes (e.g. students and military personnel) are counted only once. |      |      |      |      |      |      |      |